# El maestro del Prado
El maestro del Prado es una novela escrita por Javier Sierra.
La historia se inicia en 1990, cuando Javier Sierra tenía 19 años y estudiaba en la Universidad Complutense de Madrid. Un día, tropieza en las galerías del Museo del Prado con un misterioso personaje llamado Luis Fovel que le ofrece a explicarle las claves ocultas de algunas de las obras maestras del museo. Visiones místicas, anuncios proféticos, conspiraciones, herejías y hasta mensajes que parecen llegados del «otro lado» inspiraron a maestros como Rafael Sanzio, Tiziano, el Bosco, Juan de Juanes, Sandro Botticelli, Pieter Brueghel el Viejo o el Greco. Y según ese inesperado maestro, lo que todos ellos dejaron escrito en sus pinturas es tan sobrecogedor como revolucionario. Después se desarrolla una curiosa historia entre Luis Fovel, un tal Julián de Prada, los rosacruces y los masones
- Datos: Q20016817